# Peloribates perreti
Peloribates perreti är en kvalsterart som beskrevs av Sandór Mahunka 1984. Peloribates perreti ingår i släktet Peloribates och familjen Haplozetidae. Inga underarter finns listade i Catalogue of Life.